# Amazing Engine
Amazing Engine fu regolamento generico per giochi di ruolo per i quali furono pubblicati diversi manuali dalla TSR dal 1993 fino al 1994.
Ogni manuale conteneva un'ambientazione diversa che utilizzava lo stesso sistema minimalistico di regole, come descritto nella Amazing Engine System Guide. L'ideazione del regolamento è accreditata a David "Zeb" Cook.

## Sistema di gioco
I giocatori devono creare un personaggio "base" con quattro caratteristiche generali (fisico, intelletto, spirito e influenza). Questi caratteristiche sono quindi usate per generare il personaggio giocante di una specifica ambientazione. Ad ogni caratteristica base corrispondono due attributi (ad esempio a intelletto corrispondono apprendimento e intuizione) e gli attributi di un personaggio in un'ambientazione specifica sono generati casualmente tirando un certo numero (dipendente dal valore delle caratteristiche base) di dadi a dieci facce e sommandone i valori. Ai risultati è inoltre aggiunto un valore che dipendente dall'importanza della caratteristica generale di quell'attributo per quel personaggio.
Ogni personaggio deve scegliere una professione tra quelle offerte dall'ambientazione, che indica la sua attività precedente alle avventure e definisce le abilità a cui può accedere. Per esempio un personaggio che scelga come professione gli studi umanitari potrebbe accedere a storia d'arte, storia, ricerche librarie, linguistica, letteratura, filosofia, retorica e teologia. Inoltre oltre all'abilità della propria professione un personaggio può anche apprendere un numero limitato di altre abilità. Le abilità sono inoltre organizzate in un albero di specializzazione e per apprendere un'abilità specifica bisogna prima essere familiari con l'abilità più generica.
Le prove di abilità sono effettuate usando un dado percentuale e rimanendo al di sotto della soglia di difficoltà fissata dal master.

## Storia editoriale
Amazing Engine fu un tentativo della TSR di seguire la strategia della Steve Jackson Games, che pubblicava GURPS, un sistema di gioco di ruolo universale, a cui erano abbinati supplementi che dettagliavano ambientazioni diverse. Comunque pur essendo originali le ambientazioni non riuscirono ad attirare un nucleo di giocatori stabili la linea fu chiusa dopo solo un anno.

## Pubblicazioni
- David "Zeb" Cook (1993). Amazing Engine System Guide
- Lester W. Smith (1993). Bughunters. ISBN 1-56076-623-9. Un'ambientazione nel futuro prossimo in cui i personaggi sono cloni forzati a combattere in una guerra contro alieni extraterrestri.
- David Cook, Carl Sargen e Karen Boomgarden (1993). For Faerie, Queen, and Country. ISBN ISBN 1-56076-591-7. Un'Inghilterra vittoriana in cui la magia e gli esseri fatati sono reali. Includeva una mappa.
- Colin McComb (1993). The Galactos Barrier. ISBN 1-56076-690-5. Una space opera in stile Guerre stellari.
- Wolfgang Baur (1994). Kromosome. ISBN 1-56076-881-9. Un futuro prossimo cyberpunk in cui si fa anche uso di avanzate tecniche biologiche e di materiale genetico proveniente da animali.
- Tim Beach (1993). Magitech. ISBN 1-56076-661-1. Un'ambientazione moderna in cui funziona la magia e le tradizionali razze fantasy sono reali. È una nuova incanrnazioen di Metamorphosis Alpha, il primo gioco di ruolo di fantascienza della TSR
- Jack Barker (1994). Once and Future King. ISBN 1-56076-823-1. Una versione delle leggende arturiane ambientate in un futuro remoto, con cavalieri che indossano armature potenziate.
- David "Zeb" Cook (1994). Tabloid!. ISBN 1-56076-912-2. Una ambientazione satirica in cui i personaggi sono giornalisti per un giornale sensazionalistico, che pubblica articoli sul mostro di Loch Ness o i cloni di Elvis Presley. In questa realtà però questi articoli sono veri.